# 哈布斯堡 (瑞士)

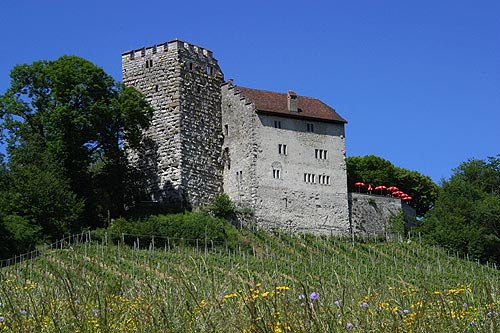
哈布斯堡城堡,也是市徽的來源

哈布斯堡（標準德語：Habsberg, 瑞士德語： ˈhɑpsbrg），直譯為鷹之堡，是瑞士阿爾高州布魯格區中的一個镇，是奧地利哈布斯堡家族的發源地。它位於阿勒河流域上，至2000年為止人口為368人。自治區的面積為2.23 km²，海拔470米。

## 歷史
1020年，哈布斯堡家族的拉德波特在瑞士北部的阿尔高州築起鷹之堡，名為哈布斯堡城堡，並逐漸將勢力擴展到今天的奧地利和德國南部，此後黑色老鷹在黃色的旗幟上的圖案就成為哈布斯堡家族的紋章。1273年，哈布斯堡伯爵魯道夫·冯·哈布斯堡當選罗马人民的国王，但未加冕为神聖羅馬皇帝。1282年12月27日魯道夫一世奪取被波希米亞國王奥托卡二世佔有的奧地利公國，旋即劃歸哈布斯堡家族擁有。然而，1400年以後，隨著瑞士人的民族主義興起，當地人群起反抗奧地利貴族的統治，並成功將他們從老鷹的城堡中驅逐出境，哈布斯堡家族在此之後就沒有再統治過這塊土地，鷹之堡的居民也在之後的幾百年中被瑞士同化，成為瑞士人的一員。

## 外部連結
- Municipality of Habsburg（页面存档备份，存于） （德文）
- Habsburg在線上《瑞士歷史辭典》中的德文、法文或版詞條。